# Bob Weltlich
Bob Weltlich, né le 5 novembre 1944, est un ancien entraîneur américain de basket-ball. 

## Palmarès
- Finaliste du championnat du monde 1982